# 仲村亨
仲村亨（1965年9月5日—），本名中村亨（なかむら とおる），日本男演員，出生於東京都稻城市，1985年開始演藝生涯，由於通曉漢語，也參與過多部香港電影。其妻是同為演員的鷲尾依沙子。

## 作品

### 電視劇
- 警視廳搜查第八課（1989年）飾演  中田透
- 次郎長三國志:東海道の暴れん坊暴坊（1990年）飾演  森の石松
- 菜鳥刑警（1992年）飾演  矢部良
- 大河劇-信長 KING OF ZIPANGU（1992年）飾演  木下藤吉郎（羽柴秀吉）
- 大河劇-琉球之風（1993年）飾演  羽柴秀吉
- 私が愛したウルトラセブン（1993年）飾演  上原正三
- 29歲的聖誕節（1994年）飾演  木佐裕之
- 愛情腦震盪（1995年）飾演  浩二
- 烈火消防隊（996年）飾演  武士
- 夏日求婚（1996年）飾演  青木
- 職員室（1997年）飾演  津田雅史
- 薔薇的殺意：致虛無的供品（1997年）飾演  冰沼蒼司
- 沉睡的森林（1998年）飾演  輝一郎
- 週末婚（1999年）飾演  矢作航一
- 冰的世界（1999年）飾演  烏城武史
- 櫂（2000年）飾演  富田岩伍
- 櫻桃映紅的山谷（2000年）
- 誘拐（2000年）飾演  丘崎孝
- 頑固老爹（2000年）飾演  堤靖彥（客串）
- 好久沒戀愛（2001年）飾演  小西良平
- 愛與青春的寶塚（2002年）飾演  速水悠介
- 東京夜未眠（2002年）飾演  中河歐太
- 怪談百物語 (2002年）飾演  喜左衛門
- 明日好天氣（2003）飾演  德村修治
- 流轉的王妃（2003年）飾演  遠山久信
- 東京灣景（2004年）飾演  神谷文
- 黑色筆記本（2004年）飾演  安島富夫
- 急症群英3（2005年）飾演  寺泉隼人
- 海猿（2005年）飾演  池澤真樹
- 獸道（2006年）飾演  久恒春樹
- 冰點特別篇（2006年）
- 華麗一族（2007年）飾演  美馬中
- 風の果て（2007年）飾演 杉山忠兵衛
- 京都祉園傳說之藝妓(hana)（2007年）飾演 高宮誠一郎
- 宮部みゆき『長い長い殺人』（2007年）飾演  河野康平
- 東京大空襲（2008年）
- 白色榮光（2008年）飾演  白鳥圭輔
  - 白色榮光2（2010年）
  - 白色榮光2 SP（2010年）
  - 白色榮光3（2011年）
  - 白色榮光4（2014年）
- 飛上天空的輪胎（2009年）飾演  赤松
- 東京DOGS（2009年）飾演  神野京介
- 橫山秀夫懸疑四部作（2010年）飾演  樫村浩介
- 棘之街（2011年）飾演  上條元
- 推定有罪（2012年）飾演  加山清治
- 最好的選TAXI（2014年）飾演 平野（客串第二話）
- 怪奇戀愛作戰（2015年）飾演  三階堂 登
- 石之繭（2015年）飾演  如月功
- 房仲女王（2016年）飾演  屋代大
- 心（2018年）
- 深夜食堂5 第1話（2019年）飾演 赤井新一郎
- Sign～法醫學者 柚木貴志的事件～（2019年）飾演 伊達明義
- 日本沉沒-希望的人-（2021年）飾演  東山榮一
- 不可能合理～偵探・上水流涼子的解析～（2023年）飾演 諫間慶介
- 費馬的料理（2023年）飾演 渋谷克洋
- Destiny（2024年）飾演 野木浩一郎
- IGNITE（2025年）飾演 轟謙二郎

## 電影
- Be-Bop-Highschool(高校太保)1-6集 (1985 - 1988年)飾演  中間徹
- 紳士同盟1-3集 (1987 - 1990年)
- 新宿純愛物語 (1988年)飾演  一条寺
- 有你在的愛情故事 (1988年)飾演  上條明
- 悲傷的顏色 (1988年)
- 六本木バナナ・ボーイズ (1989年)
- 狙撃 THE SHOOTISTシリーズ (1989年)
- 金平 (1990年)
- Fukuzawa Yukichi福澤喻吉
- 赤與黑的熱情 (1992年)
- Irezumi藍色追殺令(Blue Tiger) (1994年)
- Level (1994年)
- New York Cop紐約便衣警察 (1995年)
- 海神的聲音（罪責之聲） (1996年)
- 迅雷 組長の身代金 (1996年)
- 暗殺的街 (1997年)
- Unloved愛的抉擇 (2001年)飾演  勝野
- 紫蝴蝶(purple butterfly) (2003年)飾演  伊丹英彥
- Umineko海貓(sea cat) (2004年)飾演  赤木廣次
- Lose memories2009 迷失記憶 (2002年韓國/2005年香港)
- 危險刑事 (2005年)
- 青燕(blue swallow) (2005年)飾演  飛行學校教官
- Limit of love:Umizaru海猿 (2006年)飾演  池澤真樹
- 愛的流刑地 (2007年)飾演  入江徹
- 青空のルーレット (2007年)飾演  織田昇
- ワルボロ (2007年)
- 東京鐵塔：我的母親父親 (2007年)
- 接吻 (2008年)
- 少林少女 (2008年)
- 千面大盜 (2008年)
- 怪人二十面相傳 (2008年)飾演  明智小五郎
- 巨乳排球 (2009年)飾演  城和樹
- 劍岳 (2009年)飾演  小島烏水
- 我的初戀情人 (2009年)飾演  種田孝仁
- It`s On Me (2009年)飾演  溝口雅也
- SOUL RED (2009年)
- 再見了，親愛的總統 (2010年)
- 東京陌生街道 (2010年)飾演  波多野和郎
- 北方的金絲雀 (2012年)飾演  阿部英輔
- 中學生圓山 (2013年)
- 白色榮光FINAL~地獄犬的肖像 (2014年)飾演  白鳥圭輔
- 第22年的告白 ─我是殺人犯 (2017年)飾演 仙堂俊雄
- 新·假面騎士 (2023年)飾演 本鄉猛的父親
- 迷宮裡的魔術師 (2025年)飾演 神尾英一

### 香港電影
- 特警新人類 (1999)饰演 赤虎
- 東京攻略 (2000)饰演 高橋裕二

## 獎項
- 1987年：第10回日本電影金像獎 新人賞（Be-Bop-Highschool）
- 1987年：第41回每日電影獎新人賞（Be-Bop-Highschool）
- 1987年：第8回橫濱電影節最優秀新人賞（Be-Bop-Highschool）
- 1988年：黃金飛翔獎（日语：エランドール賞）新人賞
- 2002年：第39回大鐘獎 助演男優賞（ロスト・メモリーズ）─首次非韓國演員受獎
- 2009年：第23回高崎電影節（日语：高崎映画祭）主演男優賞（接吻）

## 外部連結
- 官方网站